# Кінгстон (Мічиган)
Кінгстон (англ. Kingston) — селище (англ. village) в США, в окрузі Тускола штату Мічиган. Населення — 399 осіб (2020).

## Географія
Кінгстон розташований за координатами 43°24′46″ пн. ш. 83°11′11″ зх. д. / 43.41278° пн. ш. 83.18639° зх. д. (43.412805, -83.186262).  За даними Бюро перепису населення США в 2010 році селище мало площу 2,64 км², уся площа — суходіл.

## Демографія
Згідно з переписом 2010 року, у селищі мешкало 440 осіб у 163 домогосподарствах у складі 120 родин. Густота населення становила 167 осіб/км².  Було 180 помешкань (68/км²).
Расовий склад населення:
| - 96,1 % — білих - 0,7 % — корінних американців - 0,5 % — чорних або афроамериканців |

До двох чи більше рас належало 2,0 %. Частка іспаномовних становила 3,6 % від усіх жителів.
За віковим діапазоном населення розподілялося таким чином: 26,1 % — особи молодші 18 років, 59,6 % — особи у віці 18—64 років, 14,3 % — особи у віці 65 років та старші. Медіана віку мешканця становила 35,0 року. На 100 осіб жіночої статі у селищі припадало 100,9 чоловіків;  на 100 жінок у віці від 18 років та старших — 97,0 чоловіків також старших 18 років.
Середній дохід на одне домашнє господарство  становив 50 315 доларів США (медіана — 34 167), а середній дохід на одну сім'ю — 63 117 доларів (медіана — 42 500). За межею бідності перебувало 23,9 % осіб, у тому числі 34,4 % дітей у віці до 18 років та 11,3 % осіб у віці 65 років та старших.
Цивільне працевлаштоване населення становило 165 осіб. Основні галузі зайнятості: освіта, охорона здоров'я та соціальна допомога — 29,7 %, виробництво — 26,1 %, роздрібна торгівля — 13,3 %, будівництво — 7,9 %.